# Elisabeta de Austria (1526-1545)
Pentru alte persoane numite Elisabeta de Austria, vezi Elisabeta de Austria (dezambiguizare).
Elisabeta de Austria (poloneză Elżbieta Habsburżanka; 9 iulie 1526 – 15 iunie 1545) a fost cel mai mare copil al împăratului romano-german, Ferdinand I și a soției sale, Anna Iagello. Elisabeta a fost membră a Casei de Habsburg.

## Arbore genealogic
1. ↑  „Elisabeta de Austria”, Gemeinsame Normdatei, accesat în 12 decembrie 2014
2. ↑  „Elisabeta de Austria”, Gemeinsame Normdatei, accesat în 31 decembrie 2014